# Victory Memorial Museum
Het Victory Memorial Museum was een militair museum in Hondelange met een collectie Tweede Wereldoorlog-voertuigen (150 in totaal) en -uniformen uit elf Europese landen, het grootste West-Europees privé oorlogsmuseum bij elkaar verzameld door Guy Franz Arend. Het werd geopend in 1990, maar ging failliet in 1998.
Bijna de volledige collectie werd overgenomen door Dean V. Kruse van het oldtimerpark Kruse Auction Park ook bekend als het WWII Victory Museum, later National Military History Center, enkele kilometers van Auburn. De Dakota die de ingang markeerde, werd opgekocht door het het Museumpark Bevrijdende Vleugels in Best.
In 2013 moest het National Military History Center zelf ook delen van de collectie verkopen en raakte de oorspronkelijke collectie helemaal gesplinterd.